# Giro d'Italia 2014
Il Giro d'Italia 2014, novantasettesima edizione della corsa e quindicesima prova dell'UCI World Tour 2014, si svolse in ventuno tappe dal 9 maggio al 1º giugno 2014 per un totale di 3 475,5 km, con partenza da Belfast, nel Regno Unito, e arrivo a Trieste. La vittoria andò al colombiano Nairo Quintana, che completò il percorso in 88h14'32", alla media di 39,386 km/h, davanti al connazionale Rigoberto Urán e all'italiano Fabio Aru.
Dei 198 corridori partiti da Belfast, 156 giunsero a Trieste portando a termine la competizione.

## Percorso
Il percorso fu presentato ufficialmente il 7 ottobre 2013 al Palazzo del Ghiaccio di Milano. La partenza avvenne da Belfast con una cronometro a squadre, primo avvio del Giro in Irlanda del Nord e nel Regno Unito e undicesima volta che la tappa iniziale si è disputata fuori dai confini italiani (la volta precedente fu nel 2012, nella città danese di Herning. Dopo la seconda tappa disputata anch'essa nella città di Belfast, la terza tappa si concluse a Dublino, capitale della Repubblica di Irlanda. Successivamente, con il trasferimento in Italia, il Giro approdò in Puglia, con la tappa tra Giovinazzo e Bari. L'arrivo finale fu a Trieste, a conclusione di una tappa pianeggiante con partenza da Gemona del Friuli.
Gli arrivi in salita furono sette: Montecopiolo, Sestola, Oropa, Montecampione, Val Martello, Rifugio Panarotta e Monte Zoncolan; altre due tappe, quelle con arrivo a Viggiano e a Montecassino, si conclusero con brevi salite finali. Si disputò una cronoscalata di 26,8 km da Bassano al Monte Grappa. Altre due furono le frazioni contro il tempo: la già menzionata cronometro a squadre iniziale di 21,7 km a Belfast e la cronometro individuale di 41,9 km da Barbaresco a Barolo (toponimi conosciuti nel mondo per la produzione vitivinicola).
La cima Coppi, a 2757 m d'altezza, fu sul Passo dello Stelvio, in una tappa identica quella annullata nel 2013 (causa maltempo), e caratterizzata dallo scollinamento sul Passo di Gavia e dalla conclusione in salita in Val Martello.
L'edizione vide il ritorno di Silvio Martinello come commentatore tecnico per la Rai (dal 2003 al 2013 aveva seguito e commentato il Giro dal pullman regia della Rai, mentre nel 1997 aveva commentato per conto delle reti Mediaset).

## Tappe
| Tappa  | Data      | Percorso                                        | km      | Vincitore di tappa | Leader cl. generale |
| ------ | --------- | ----------------------------------------------- | ------- | ------------------ | ------------------- |
| 1ª     | 9 maggio  | Belfast (GBR) > Belfast (GBR) (cron. a squadre) | 21,7    | Orica-GreenEDGE    | Svein Tuft          |
| 2ª     | 10 maggio | Belfast (GBR) > Belfast (GBR)                   | 219     | Marcel Kittel      | Michael Matthews    |
| 3ª     | 11 maggio | Armagh (GBR) > Dublino (IRL)                    | 187     | Marcel Kittel      | Michael Matthews    |
|        | 12 maggio | giorno di riposo                                |         |                    |                     |
| 4ª     | 13 maggio | Giovinazzo > Bari                               | 112     | Nacer Bouhanni     | Michael Matthews    |
| 5ª     | 14 maggio | Taranto > Viggiano                              | 203     | Diego Ulissi       | Michael Matthews    |
| 6ª     | 15 maggio | Sassano > Montecassino                          | 257     | Michael Matthews   | Michael Matthews    |
| 7ª     | 16 maggio | Frosinone > Foligno                             | 211     | Nacer Bouhanni     | Michael Matthews    |
| 8ª     | 17 maggio | Foligno > Montecopiolo                          | 179     | Diego Ulissi       | Cadel Evans         |
| 9ª     | 18 maggio | Lugo > Sestola/Passo del Lupo                   | 172     | Pieter Weening     | Cadel Evans         |
|        | 19 maggio | giorno di riposo                                |         |                    |                     |
| 10ª    | 20 maggio | Modena > Salsomaggiore Terme                    | 173     | Nacer Bouhanni     | Cadel Evans         |
| 11ª    | 21 maggio | Collecchio > Savona                             | 249     | Michael Rogers     | Cadel Evans         |
| 12ª    | 22 maggio | Barbaresco > Barolo (cron. individuale)         | 42      | Rigoberto Urán     | Rigoberto Urán      |
| 13ª    | 23 maggio | Fossano > Rivarolo Canavese                     | 157     | Marco Canola       | Rigoberto Urán      |
| 14ª    | 24 maggio | Agliè > Oropa                                   | 184     | Enrico Battaglin   | Rigoberto Urán      |
| 15ª    | 25 maggio | Valdengo > Montecampione                        | 225     | Fabio Aru          | Rigoberto Urán      |
|        | 26 maggio | giorno di riposo                                |         |                    |                     |
| 16ª    | 27 maggio | Ponte di Legno > Val Martello                   | 139     | Nairo Quintana     | Nairo Quintana      |
| 17ª    | 28 maggio | Sarnonico > Vittorio Veneto                     | 208     | Stefano Pirazzi    | Nairo Quintana      |
| 18ª    | 29 maggio | Belluno > Rif. Panarotta (Valsugana)            | 171     | Julián Arredondo   | Nairo Quintana      |
| 19ª    | 30 maggio | Bassano del Grappa > Cima Grappa (cronoscalata) | 26,8    | Nairo Quintana     | Nairo Quintana      |
| 20ª    | 31 maggio | Maniago > Monte Zoncolan                        | 167     | Michael Rogers     | Nairo Quintana      |
| 21ª    | 1º giugno | Gemona del Friuli > Trieste                     | 172     | Luka Mezgec        | Nairo Quintana      |
| Totale | Totale    | Totale                                          | 3 475,5 |                    |                     |

## Squadre e corridori partecipanti
| N.      | Cod. | Squadra                 |
| ------- | ---- | ----------------------- |
| 1-9     | AST  | Astana Pro Team         |
| 11-19   | ALM  | AG2R La Mondiale        |
| 21-29   | AND  | Androni Giocattoli      |
| 31-39   | BAR  | Bardiani-CSF            |
| 41-49   | BEL  | Belkin Pro Cycling Team |
| 51-59   | BMC  | BMC Racing Team         |
| 61-69   | CAN  | Cannondale              |
| 71-79   | COL  | Colombia                |
| 81-89   | FDJ  | FDJ.fr                  |
| 91-99   | GRS  | Garmin-Sharp            |
| 100-109 | LAM  | Lampre-Merida           |

| N.      | Cod. | Squadra                |
| ------- | ---- | ---------------------- |
| 111-119 | LTB  | Lotto-Belisol          |
| 121-129 | MOV  | Movistar Team          |
| 131-139 | NRI  | Neri Sottoli           |
| 141-149 | OPQ  | Omega Pharma-Quickstep |
| 151-159 | OGE  | Orica-GreenEDGE        |
| 161-169 | EUC  | Team Europcar          |
| 171-179 | GIA  | Team Giant-Shimano     |
| 181-189 | KAT  | Team Katusha           |
| 191-199 | SKY  | Team Sky               |
| 201-209 | TCS  | Tinkoff-Saxo           |
| 211-219 | TFR  | Trek Factory Racing    |

## Dettagli delle tappe

### 1ª tappa
- 9 maggio: Belfast (GBR) > Belfast (GBR) – Cronometro a squadre – 21,7 km

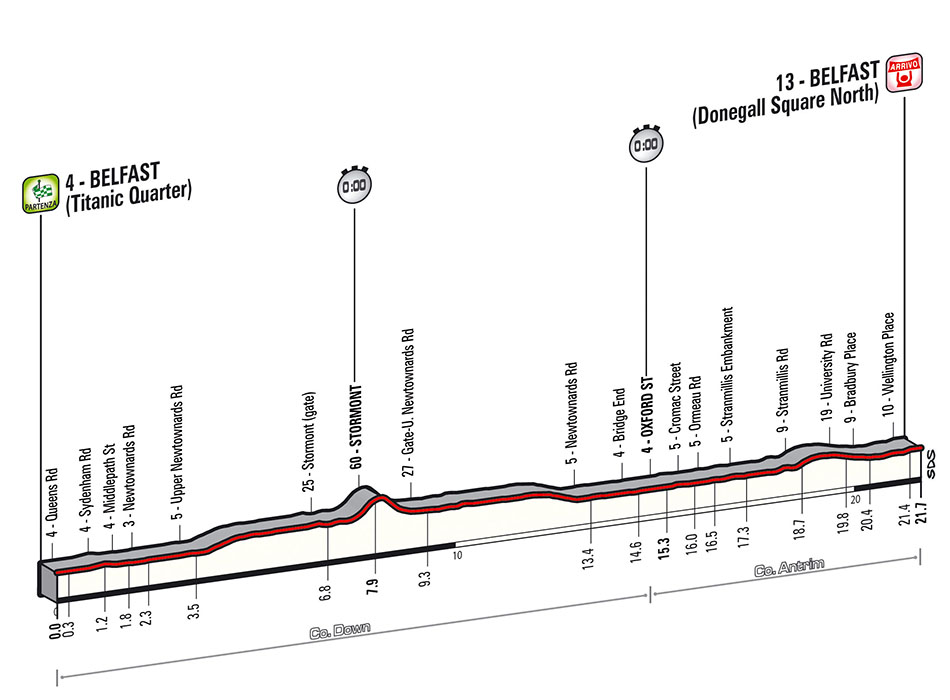

Risultati
| Pos. | Squadra         | Tempo  |
| ---- | --------------- | ------ |
| 1    | Orica-GreenEDGE | 24'42" |
| 2    | Omega Pharma    | a 5"   |
| 3    | BMC Racing Team | a 7"   |

| Pos. | Corridore      | Squadra | Tempo  |
| ---- | -------------- | ------- | ------ |
| 1    | Svein Tuft     | Orica   | 24'42" |
| 2    | Luke Durbridge | Orica   | s.t.   |
| 3    | Pieter Weening | Orica   | s.t.   |

### 2ª tappa
- 10 maggio: Belfast (GBR) > Belfast (GBR) – 219 km

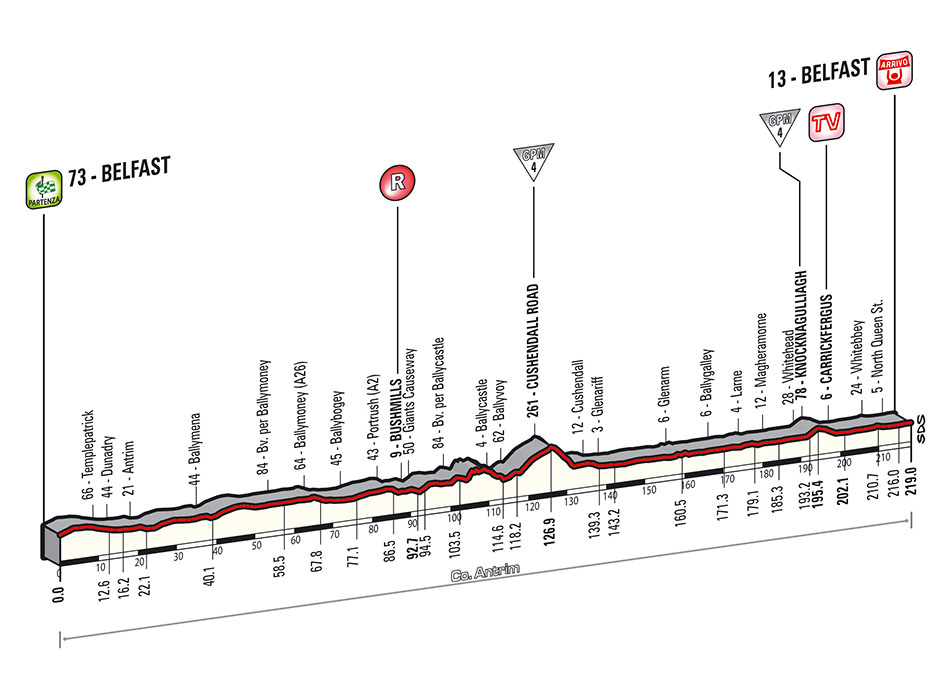

Risultati
| Pos. | Corridore       | Squadra | Tempo    |
| ---- | --------------- | ------- | -------- |
| 1    | Marcel Kittel   | Giant   | 5h13'12" |
| 2    | Nacer Bouhanni  | FDJ.fr  | s.t.     |
| 3    | Giacomo Nizzolo | Trek    | s.t.     |

| Pos. | Corridore        | Squadra | Tempo    |
| ---- | ---------------- | ------- | -------- |
| 1    | Michael Matthews | Orica   | 5h37'54" |
| 2    | Luke Durbridge   | Orica   | a 3"     |
| 3    | Ivan Santaromita | Orica   | a 3"     |

### 3ª tappa

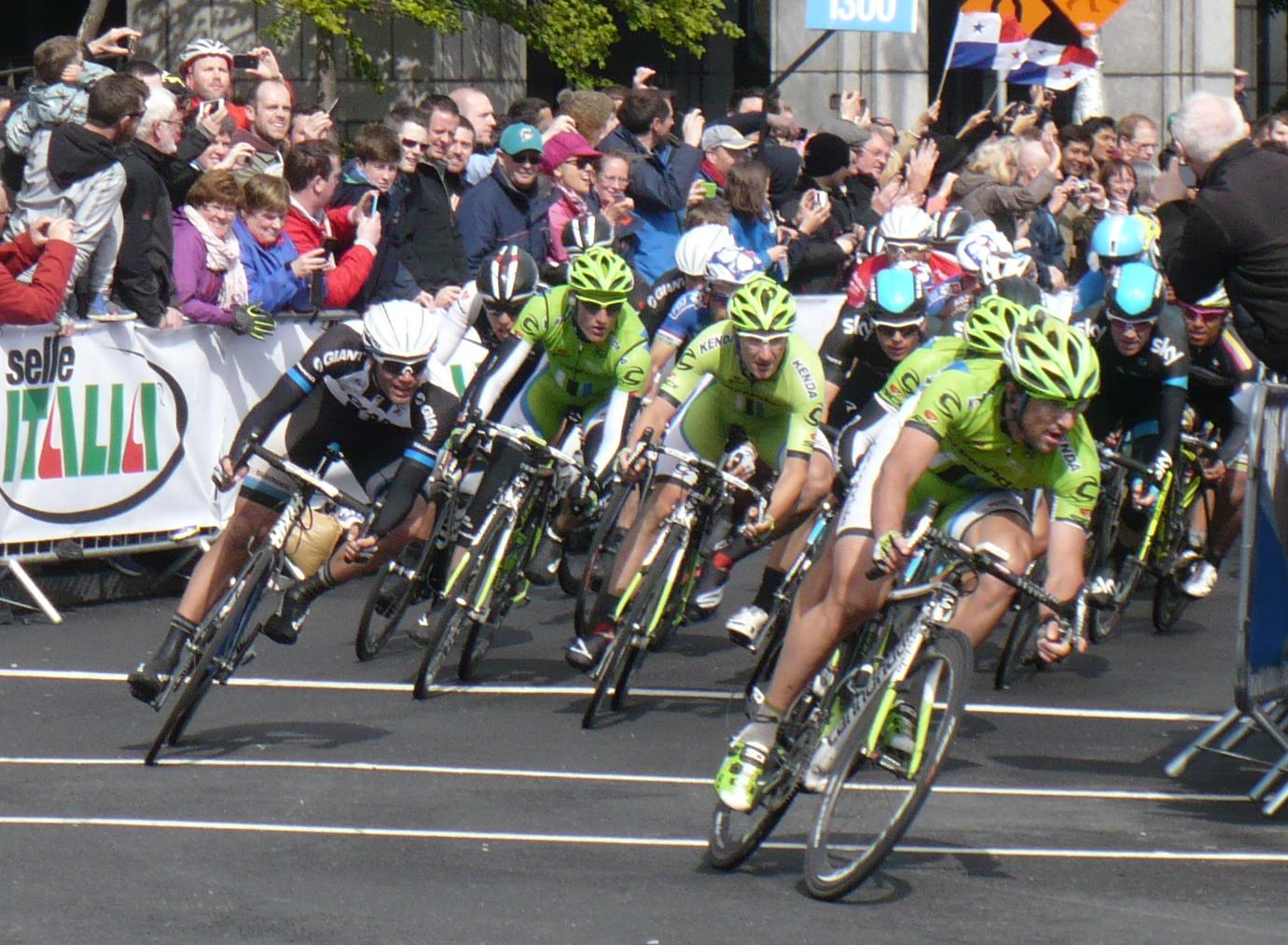
Il gruppo a Dublino.

- 11 maggio: Belfast (GBR) > Dublino (IRL) – 187 km

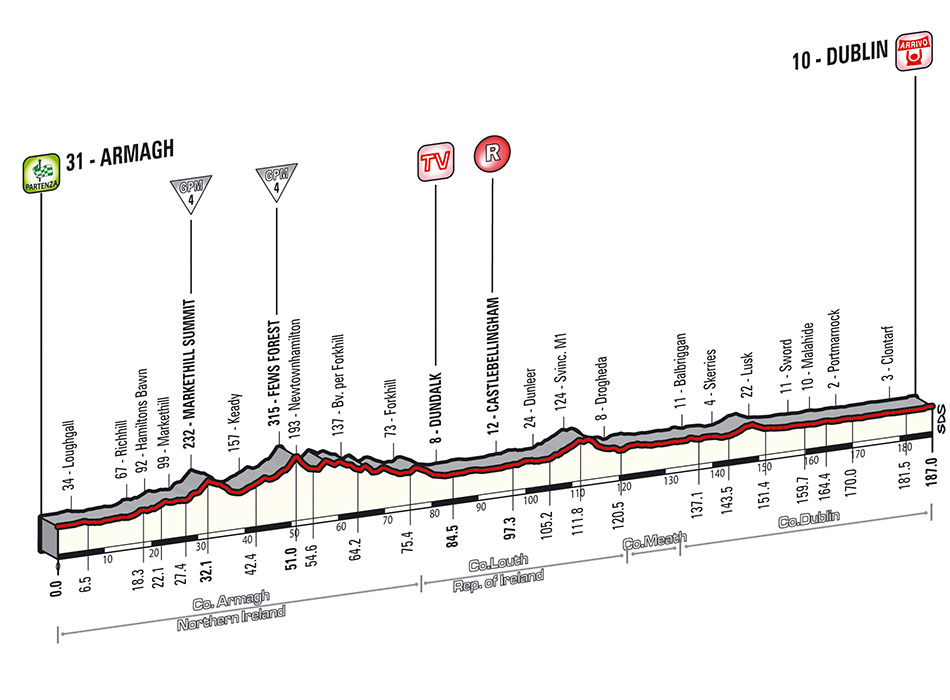

Risultati
| Pos. | Corridore     | Squadra    | Tempo    |
| ---- | ------------- | ---------- | -------- |
| 1    | Marcel Kittel | Giant      | 4h28'43" |
| 2    | Ben Swift     | Team Sky   | s.t.     |
| 3    | Elia Viviani  | Cannondale | s.t.     |

| Pos. | Corridore           | Squadra   | Tempo     |
| ---- | ------------------- | --------- | --------- |
| 1    | Michael Matthews    | Orica     | 10h06'37" |
| 2    | Alessandro Petacchi | Omega Ph. | a 8"      |
| 3    | Daniel Oss          | BMC       | a 10"     |

### 4ª tappa
- 13 maggio: Giovinazzo > Bari – 112 km

Risultati
| Pos. | Corridore       | Squadra | Tempo    |
| ---- | --------------- | ------- | -------- |
| 1    | Nacer Bouhanni  | FDJ.fr  | 2h22'06" |
| 2    | Giacomo Nizzolo | Trek    | s.t.     |
| 3    | Tom Veelers     | Giant   | s.t.     |

| Pos. | Corridore           | Squadra   | Tempo     |
| ---- | ------------------- | --------- | --------- |
| 1    | Michael Matthews    | Orica     | 12h28'43" |
| 2    | Alessandro Petacchi | Omega Ph. | a 8"      |
| 3    | Daniel Oss          | BMC       | a 10"     |

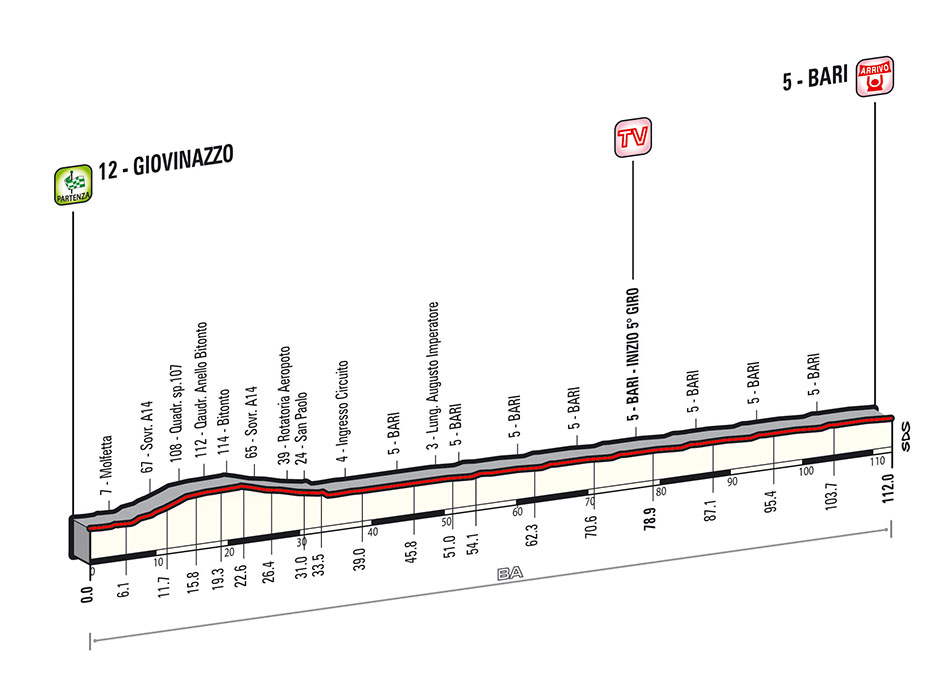

Dopo la tre giorni in terra di Irlanda, il Giro riparte dalla Puglia, ma le condizioni meteo sembrano più da nord Europa. Si torna in strada ma senza Marcel Kittel, che si ritira a causa della febbre. Pioggia e freddo condizionano la frazione più breve del Giro (127 km) e il gruppo chiede all'organizzazione di neutralizzare l'ultimo giro del circuito conclusivo di Bari, ottenendo questo risultato, dopo che una lunga serie di cadute ha flagellato il plotone. Ne esce fuori una lunga passerella fino alla volata in cui Bouhanni, con un'azione imperiosa in rimonta precede Nizzolo e Veelers, che aveva provato ad anticipare i tempi. In maglia rosa rimane sempre l'australiano Matthews.

### 5ª tappa

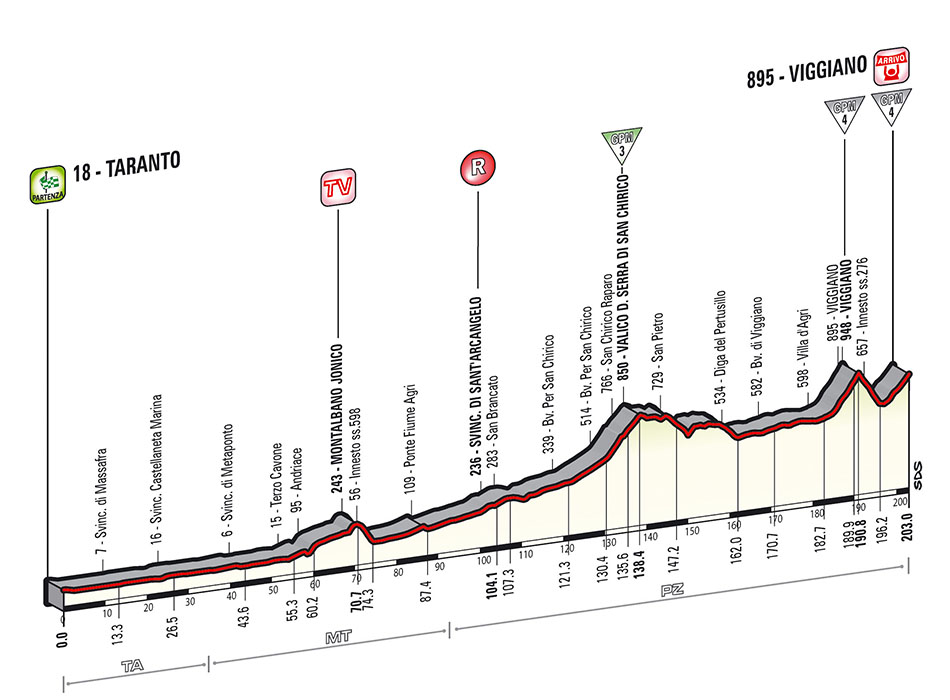

- 14 maggio: Taranto > Viggiano – 203 km

Risultati
| Pos. | Corridore        | Squadra | Tempo    |
| ---- | ---------------- | ------- | -------- |
| 1    | Diego Ulissi     | Lampre  | 5h12'39" |
| 2    | Cadel Evans      | BMC     | a 1"     |
| 3    | Julián Arredondo | Trek    | s.t.     |

| Pos. | Corridore        | Squadra | Tempo     |
| ---- | ---------------- | ------- | --------- |
| 1    | Michael Matthews | Orica   | 17h41'23" |
| 2    | Pieter Weening   | Orica   | a 14"     |
| 3    | Cadel Evans      | BMC     | a 15"     |

### 6ª tappa

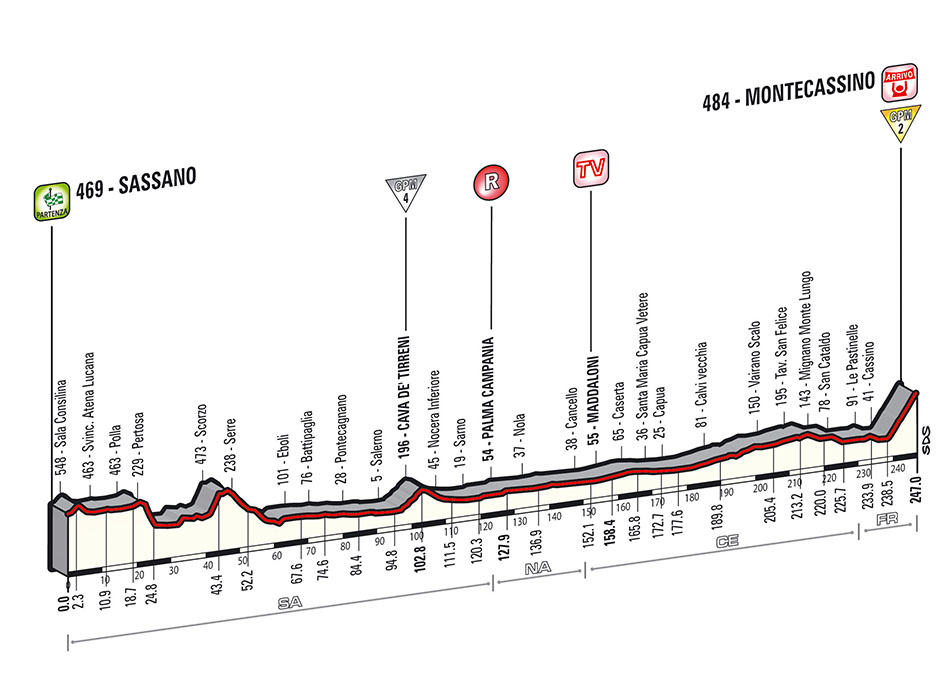

- 15 maggio: Sassano > Montecassino – 247 km

Risultati
| Pos. | Corridore        | Squadra | Tempo    |
| ---- | ---------------- | ------- | -------- |
| 1    | Michael Matthews | Orica   | 6h37'01" |
| 2    | Tim Wellens      | Lotto   | s.t.     |
| 3    | Cadel Evans      | BMC     | s.t.     |

| Pos. | Corridore        | Squadra   | Tempo     |
| ---- | ---------------- | --------- | --------- |
| 1    | Michael Matthews | Orica     | 24h18'14" |
| 2    | Cadel Evans      | BMC       | a 21"     |
| 3    | Rigoberto Urán   | Omega Ph. | a 1'18"   |

### 7ª tappa

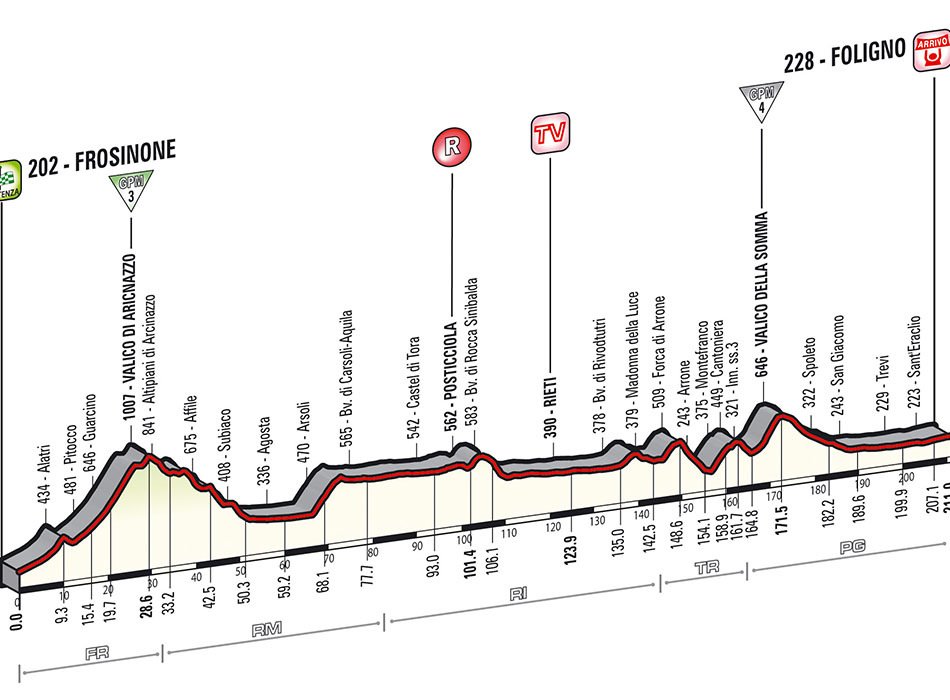

- 16 maggio: Frosinone > Foligno – 211 km

Risultati
| Pos. | Corridore       | Squadra | Tempo    |
| ---- | --------------- | ------- | -------- |
| 1    | Nacer Bouhanni  | FDJ.fr  | 5h16'05" |
| 2    | Giacomo Nizzolo | Trek    | s.t.     |
| 3    | Luka Mezgec     | Giant   | s.t.     |

| Pos. | Corridore        | Squadra   | Tempo     |
| ---- | ---------------- | --------- | --------- |
| 1    | Michael Matthews | Orica     | 29h34'19" |
| 2    | Cadel Evans      | BMC       | a 21"     |
| 3    | Rigoberto Urán   | Omega Ph. | a 1'18"   |

### 8ª tappa

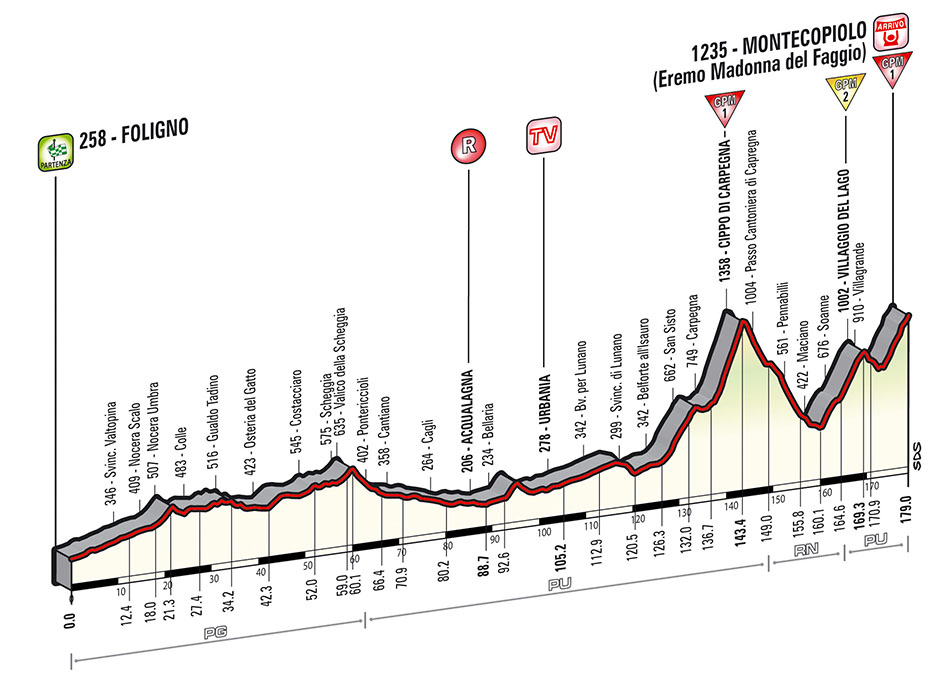

- 17 maggio: Foligno > Montecopiolo – 179 km

Risultati
| Pos. | Corridore          | Squadra | Tempo    |
| ---- | ------------------ | ------- | -------- |
| 1    | Diego Ulissi       | Lampre  | 4h47'47" |
| 2    | Robert Kišerlovski | Trek    | s.t.     |
| 3    | Wilco Kelderman    | Belkin  | a 6"     |

| Pos. | Corridore      | Squadra   | Tempo     |
| ---- | -------------- | --------- | --------- |
| 1    | Cadel Evans    | BMC       | 34h22'35" |
| 2    | Rigoberto Urán | Omega Ph. | a 57"     |
| 3    | Rafał Majka    | Tinkoff   | a 1'10"   |

### 9ª tappa
- 18 maggio: Lugo > Sestola/Passo del Lupo – 172 km

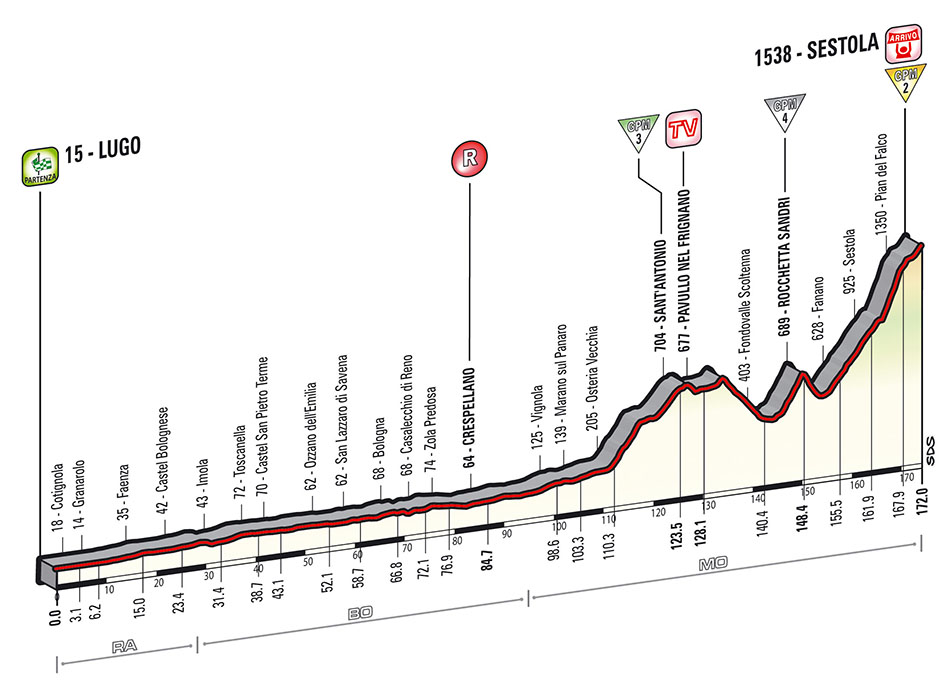

Risultati
| Pos. | Corridore          | Squadra  | Tempo    |
| ---- | ------------------ | -------- | -------- |
| 1    | Pieter Weening     | Orica    | 4h25'51" |
| 2    | Davide Malacarne   | Europcar | s.t.     |
| 3    | Domenico Pozzovivo | AG2R     | a 42"    |

| Pos. | Corridore      | Squadra   | Tempo     |
| ---- | -------------- | --------- | --------- |
| 1    | Cadel Evans    | BMC       | 38h49'34" |
| 2    | Rigoberto Urán | Omega Ph. | a 57"     |
| 3    | Rafał Majka    | Tinkoff   | a 1'10"   |

### 10ª tappa
- 20 maggio: Modena > Salsomaggiore Terme – 173 km

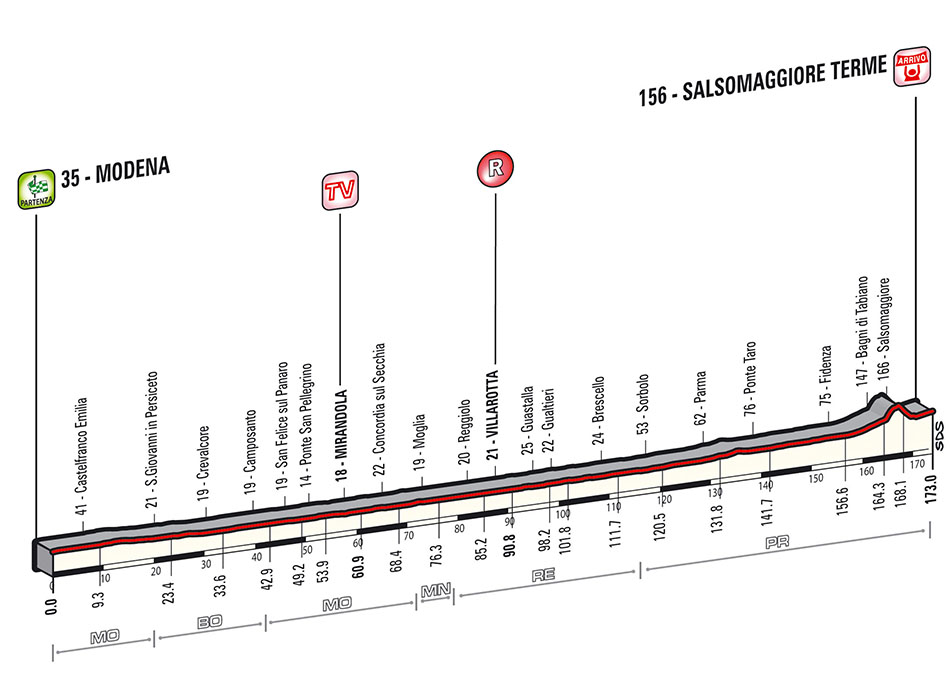

Risultati
| Pos. | Corridore        | Squadra | Tempo    |
| ---- | ---------------- | ------- | -------- |
| 1    | Nacer Bouhanni   | FDJ.fr  | 4h01'13" |
| 2    | Giacomo Nizzolo  | Trek    | s.t.     |
| 3    | Michael Matthews | Orica   | s.t.     |

| Pos. | Corridore      | Squadra   | Tempo     |
| ---- | -------------- | --------- | --------- |
| 1    | Cadel Evans    | BMC       | 42h50'47" |
| 2    | Rigoberto Urán | Omega Ph. | a 57"     |
| 3    | Rafał Majka    | Tinkoff   | a 1'10"   |

### 11ª tappa

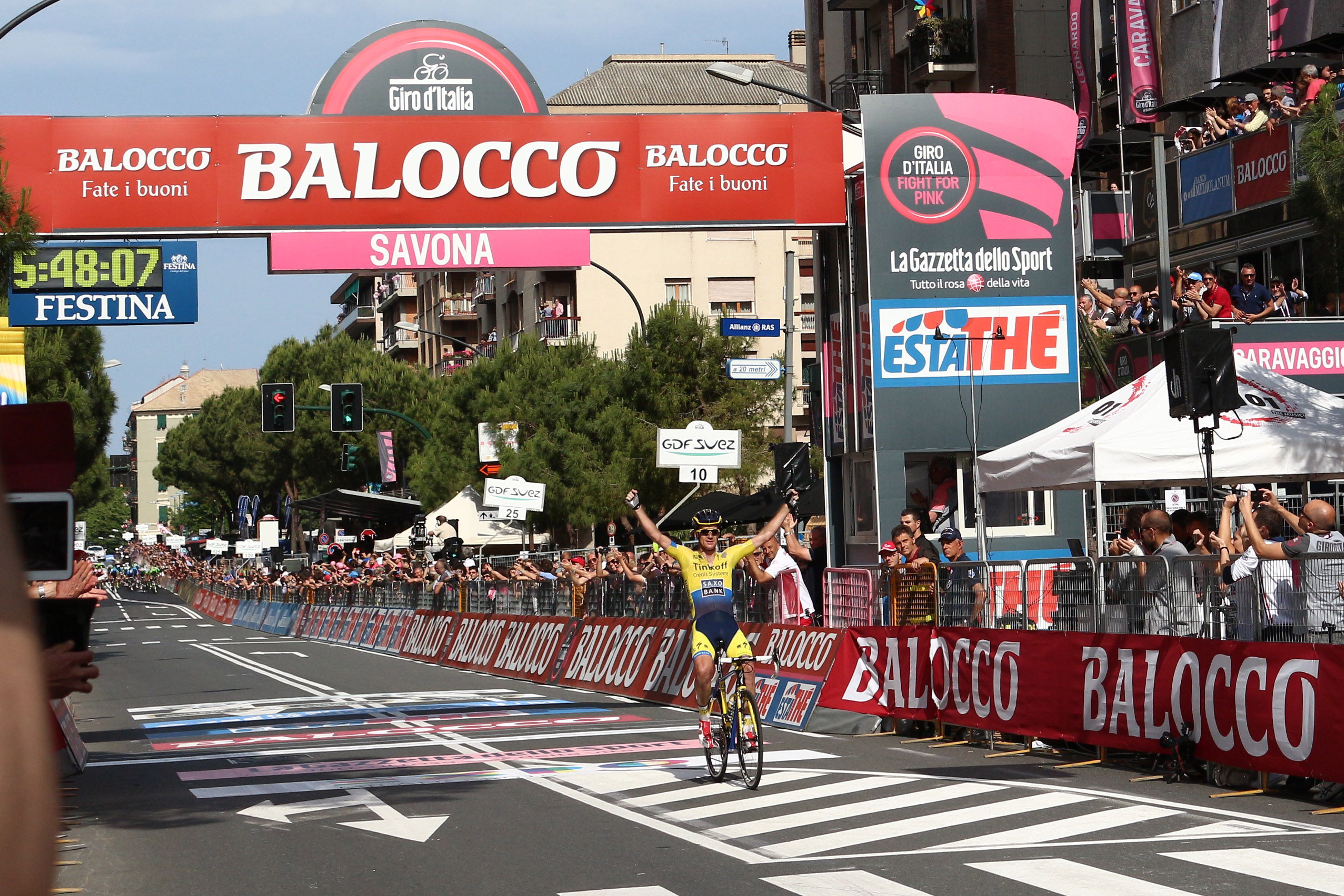
Michael Rogers taglia il traguardo di Savona vittorioso.

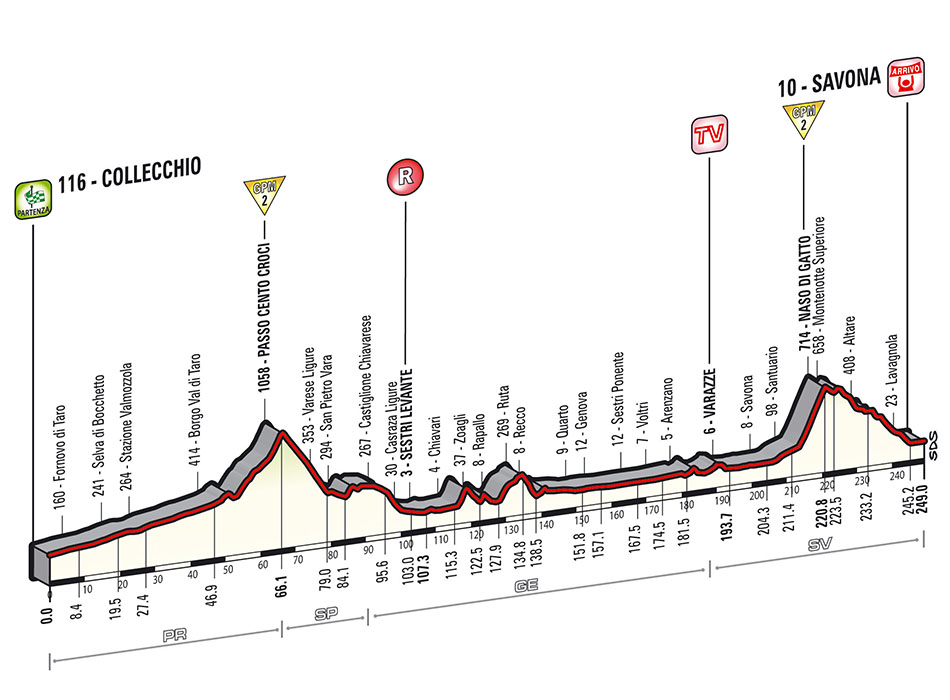

- 21 maggio: Collecchio > Savona – 249 km

Risultati
| Pos. | Corridore        | Squadra  | Tempo    |
| ---- | ---------------- | -------- | -------- |
| 1    | Michael Rogers   | Tinkoff  | 5h48'07" |
| 2    | Simon Geschke    | Giant    | a 10"    |
| 3    | Enrico Battaglin | Bardiani | s.t.     |

| Pos. | Corridore      | Squadra   | Tempo     |
| ---- | -------------- | --------- | --------- |
| 1    | Cadel Evans    | BMC       | 48h39'04" |
| 2    | Rigoberto Urán | Omega Ph. | a 57"     |
| 3    | Rafał Majka    | Tinkoff   | a 1'10"   |

### 12ª tappa
- 22 maggio: Barbaresco > Barolo – Cronometro individuale – 42 km

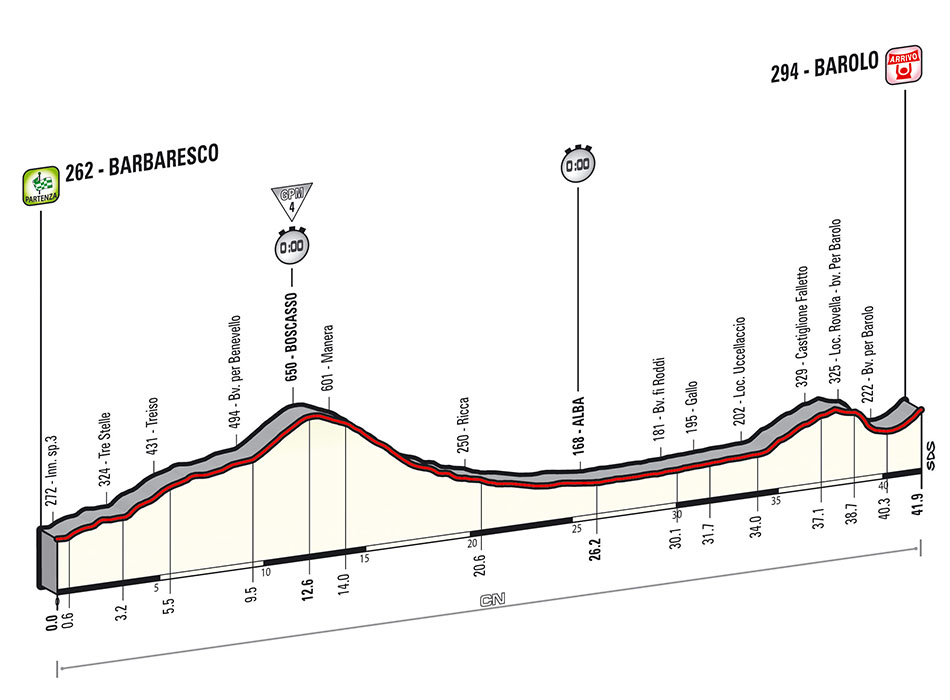

Risultati
| Pos. | Corridore      | Squadra   | Tempo   |
| ---- | -------------- | --------- | ------- |
| 1    | Rigoberto Urán | Omega Ph. | 57'34"  |
| 2    | Diego Ulissi   | Lampre    | a 1'17" |
| 3    | Cadel Evans    | BMC       | a 1'34" |

| Pos. | Corridore      | Squadra   | Tempo     |
| ---- | -------------- | --------- | --------- |
| 1    | Rigoberto Urán | Omega Ph. | 49h37'35" |
| 2    | Cadel Evans    | BMC       | a 37"     |
| 3    | Rafał Majka    | Tinkoff   | a 1'52"   |

### 13ª tappa

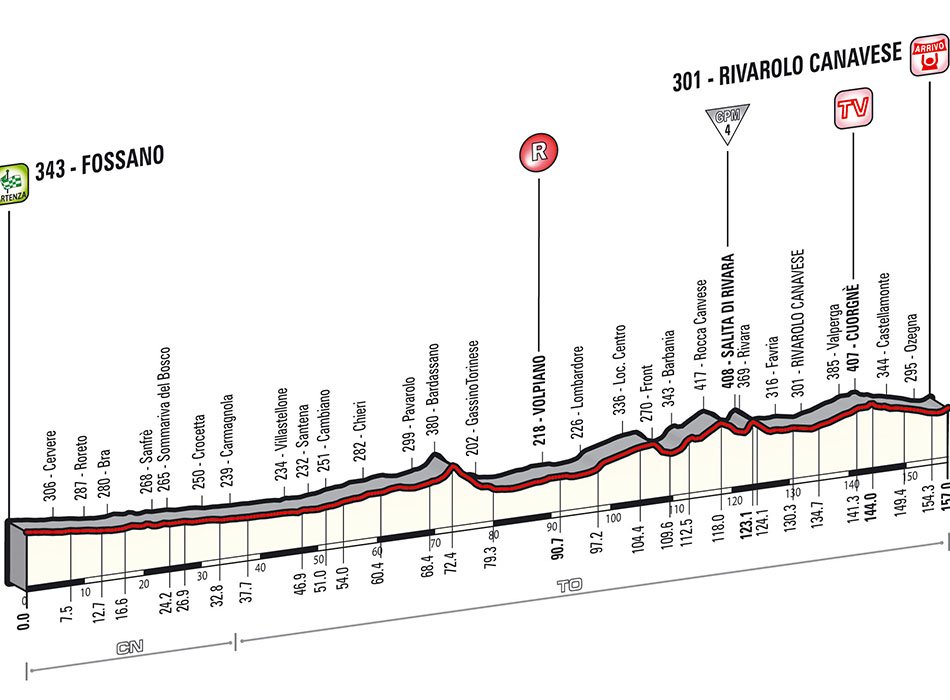

- 23 maggio: Fossano > Rivarolo Canavese – 157 km

Risultati
| Pos. | Corridore         | Squadra  | Tempo    |
| ---- | ----------------- | -------- | -------- |
| 1    | Marco Canola      | Bardiani | 3h37'20" |
| 2    | Jackson Rodríguez | Androni  | s.t.     |
| 3    | Angélo Tulik      | Europcar | s.t.     |

| Pos. | Corridore      | Squadra   | Tempo     |
| ---- | -------------- | --------- | --------- |
| 1    | Rigoberto Urán | Omega Ph. | 53h15'06" |
| 2    | Cadel Evans    | BMC       | a 37"     |
| 3    | Rafał Majka    | Tinkoff   | a 1'52"   |

### 14ª tappa

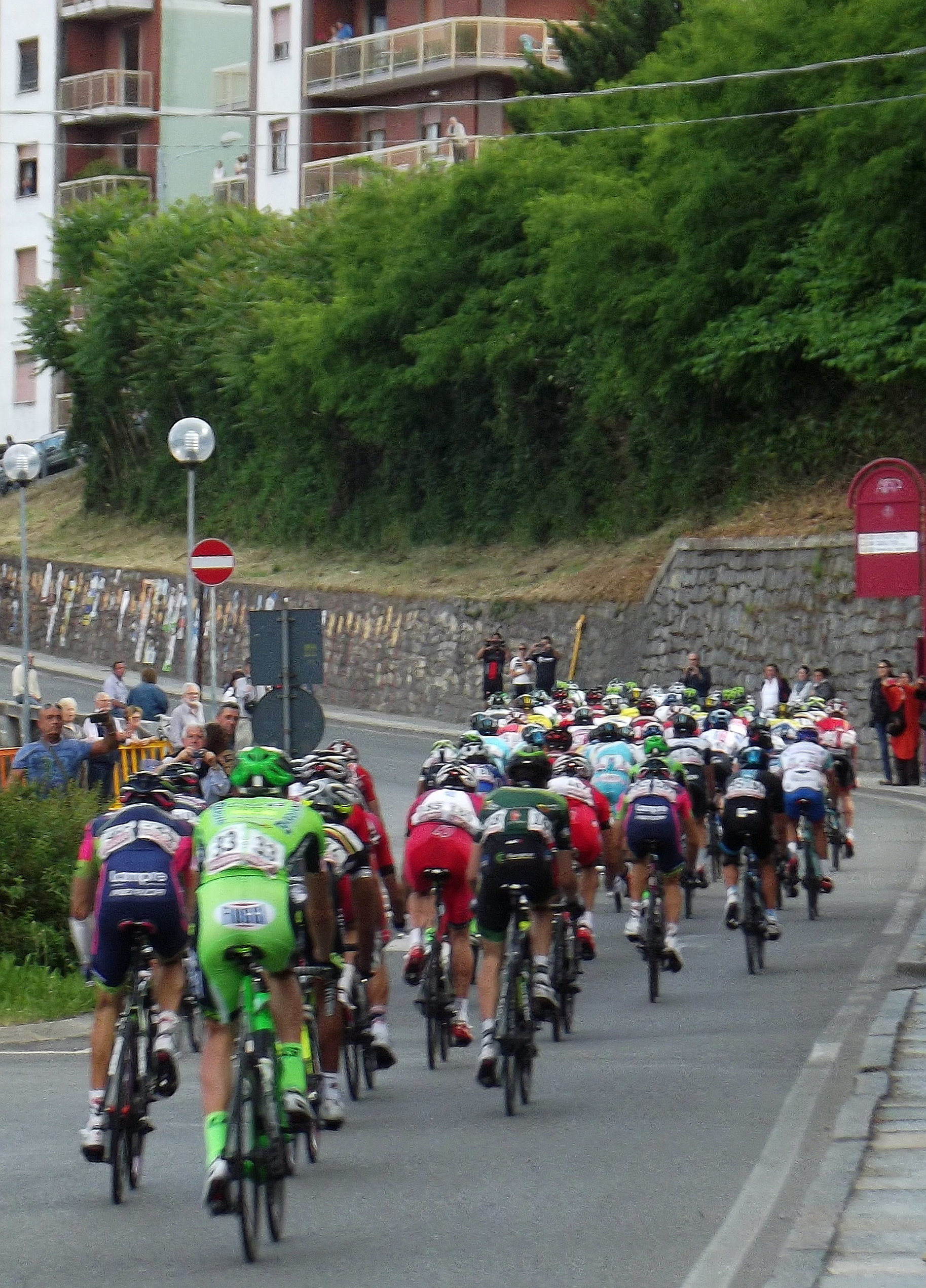
Il passaggio a Biella (salita di Riva).

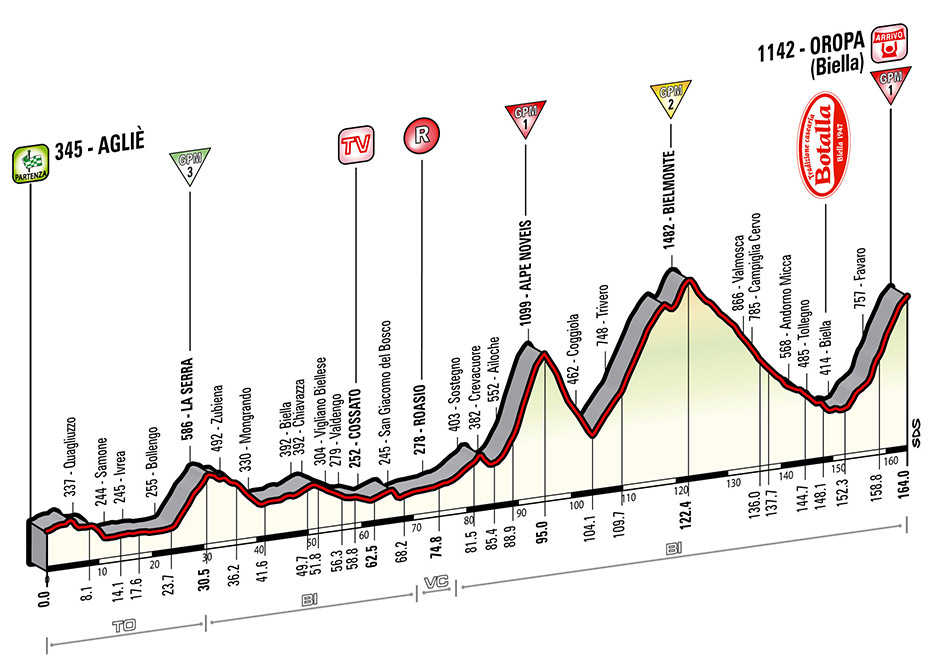

- 24 maggio: Agliè > Oropa – 164 km

Risultati
| Pos. | Corridore         | Squadra  | Tempo    |
| ---- | ----------------- | -------- | -------- |
| 1    | Enrico Battaglin  | Bardiani | 3h37'20" |
| 2    | Dario Cataldo     | Team Sky | s.t.     |
| 3    | Jarlinson Pantano | Colombia | s.t.     |

| Pos. | Corridore      | Squadra   | Tempo     |
| ---- | -------------- | --------- | --------- |
| 1    | Rigoberto Urán | Omega Ph. | 57h52'51" |
| 2    | Cadel Evans    | BMC       | a 32"     |
| 3    | Rafał Majka    | Tinkoff   | a 1'35"   |

### 15ª tappa
- 25 maggio: Valdengo > Plan di Montecampione – 225 km

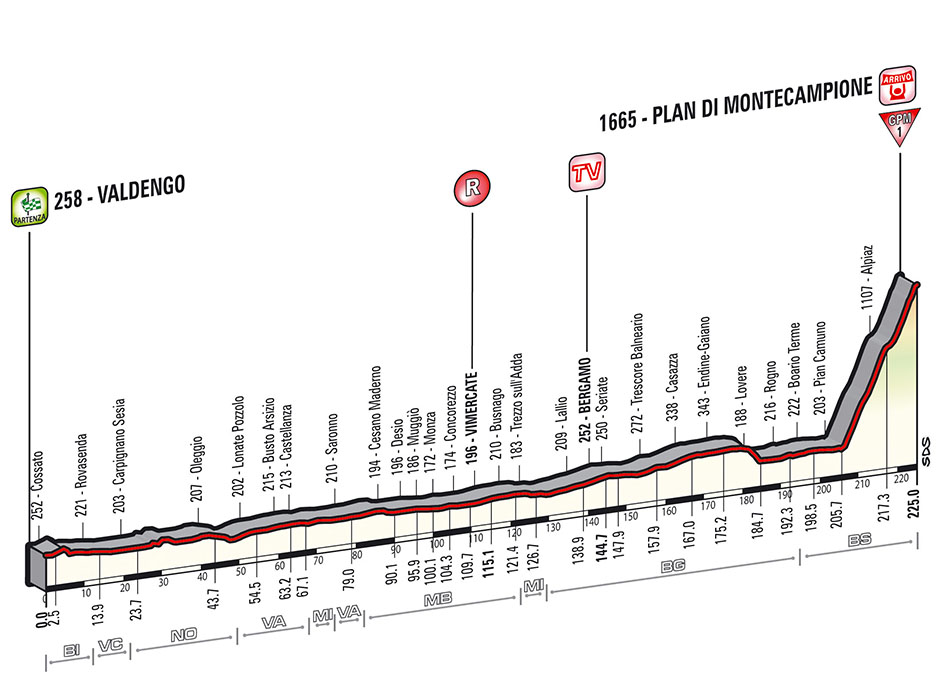

Risultati
| Pos. | Corridore      | Squadra  | Tempo    |
| ---- | -------------- | -------- | -------- |
| 1    | Fabio Aru      | Astana   | 5h33'07" |
| 2    | Fabio Duarte   | Colombia | a 21"    |
| 3    | Nairo Quintana | Movistar | a 22"    |

| Pos. | Corridore      | Squadra   | Tempo     |
| ---- | -------------- | --------- | --------- |
| 1    | Rigoberto Urán | Omega Ph. | 63h26'39" |
| 2    | Cadel Evans    | BMC       | a 1'03"   |
| 3    | Rafał Majka    | Tinkoff   | a 1'50"   |

### 16ª tappa
- 27 maggio: Ponte di Legno > Val Martello – 139 km

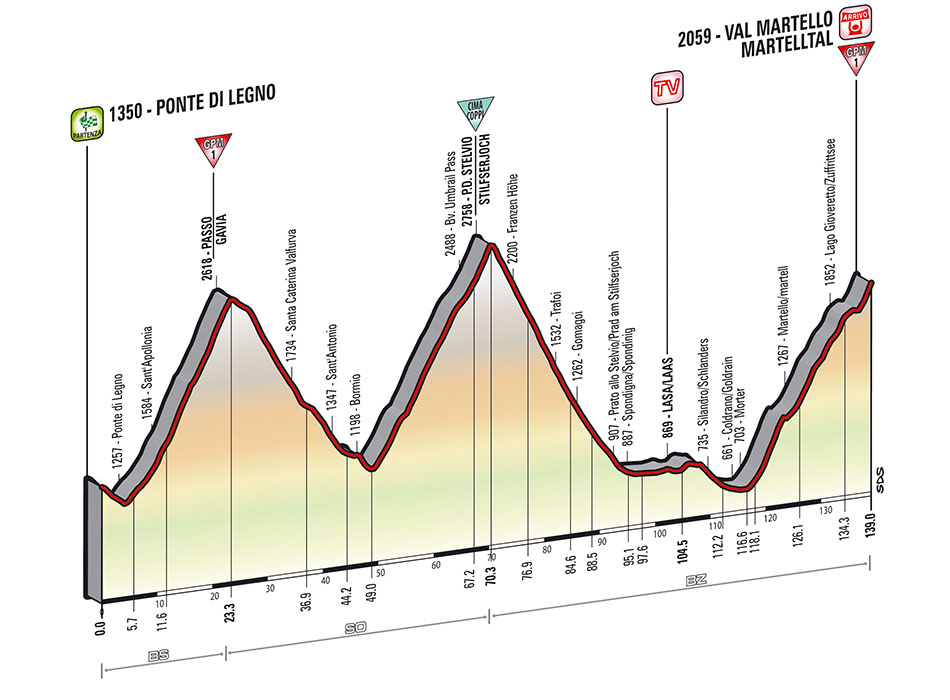

Risultati
| Pos. | Corridore      | Squadra  | Tempo    |
| ---- | -------------- | -------- | -------- |
| 1    | Nairo Quintana | Movistar | 4h42'35" |
| 2    | Ryder Hesjedal | Garmin   | a 8"     |
| 3    | Pierre Rolland | Europcar | a 1'13"  |

| Pos. | Corridore      | Squadra   | Tempo     |
| ---- | -------------- | --------- | --------- |
| 1    | Nairo Quintana | Movistar  | 68h11'44" |
| 2    | Rigoberto Urán | Omega Ph. | a 1'41"   |
| 3    | Cadel Evans    | BMC       | a 3'21"   |

### 17ª tappa

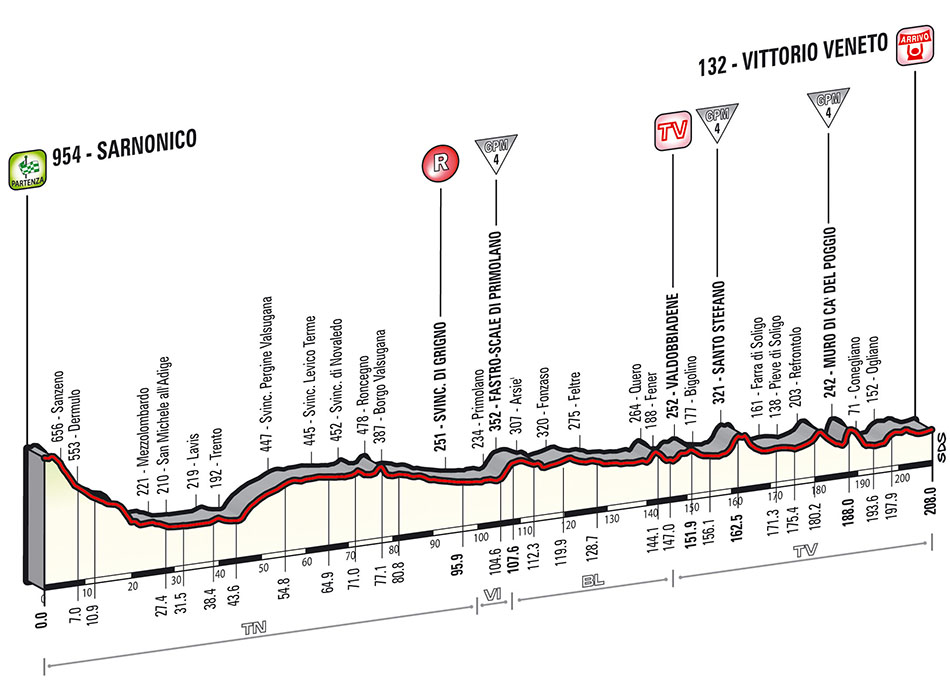

- 28 maggio: Sarnonico > Vittorio Veneto – 208 km

Risultati
| Pos. | Corridore       | Squadra  | Tempo    |
| ---- | --------------- | -------- | -------- |
| 1    | Stefano Pirazzi | Bardiani | 4h38'11" |
| 2    | Tim Wellens     | Lotto    | s.t.     |
| 3    | Jay McCarthy    | Tinkoff  | s.t.     |

| Pos. | Corridore      | Squadra   | Tempo     |
| ---- | -------------- | --------- | --------- |
| 1    | Nairo Quintana | Movistar  | 73h05'31" |
| 2    | Rigoberto Urán | Omega Ph. | a 1'41"   |
| 3    | Cadel Evans    | BMC       | a 3'21"   |

### 18ª tappa
- 29 maggio: Belluno > Rif. Panarotta (Valsugana) – 171 km

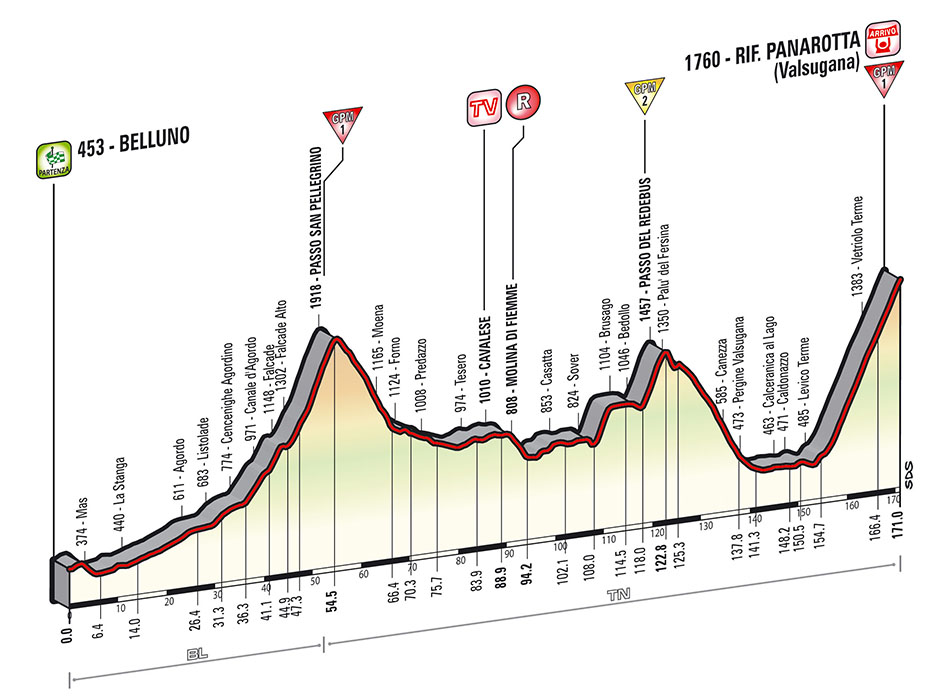

Risultati
| Pos. | Corridore        | Squadra  | Tempo    |
| ---- | ---------------- | -------- | -------- |
| 1    | Julián Arredondo | Trek     | 4h49'51" |
| 2    | Fabio Duarte     | Colombia | a 17"    |
| 3    | Philippe Deignan | Team Sky | a 37"    |

| Pos. | Corridore      | Squadra   | Tempo     |
| ---- | -------------- | --------- | --------- |
| 1    | Nairo Quintana | Movistar  | 77h58'08" |
| 2    | Rigoberto Urán | Omega Ph. | a 1'41"   |
| 3    | Pierre Rolland | Europcar  | a 3'29"   |

### 19ª tappa
- 30 maggio: Bassano del Grappa > Cima Grappa – Cronoscalata – 26,8 km

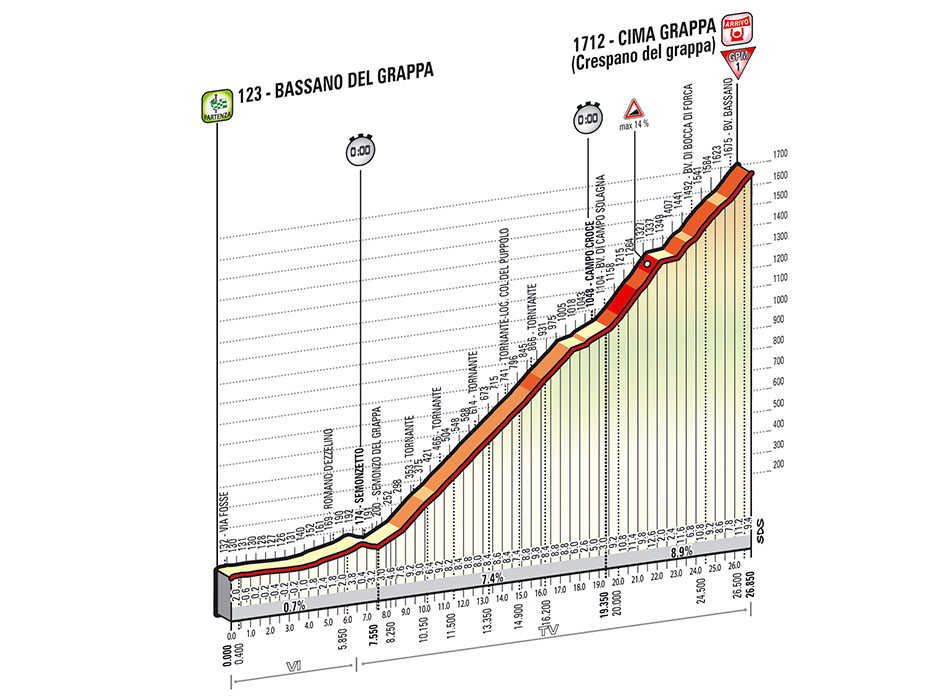

Risultati
| Pos. | Corridore      | Squadra   | Tempo    |
| ---- | -------------- | --------- | -------- |
| 1    | Nairo Quintana | Movistar  | 1h05'37" |
| 2    | Fabio Aru      | Astana    | a 17"    |
| 3    | Rigoberto Urán | Omega Ph. | a 1'26"  |

| Pos. | Corridore      | Squadra   | Tempo     |
| ---- | -------------- | --------- | --------- |
| 1    | Nairo Quintana | Movistar  | 77h58'08" |
| 2    | Rigoberto Urán | Omega Ph. | a 3'07"   |
| 3    | Fabio Aru      | Astana    | a 3'48"   |

### 20ª tappa

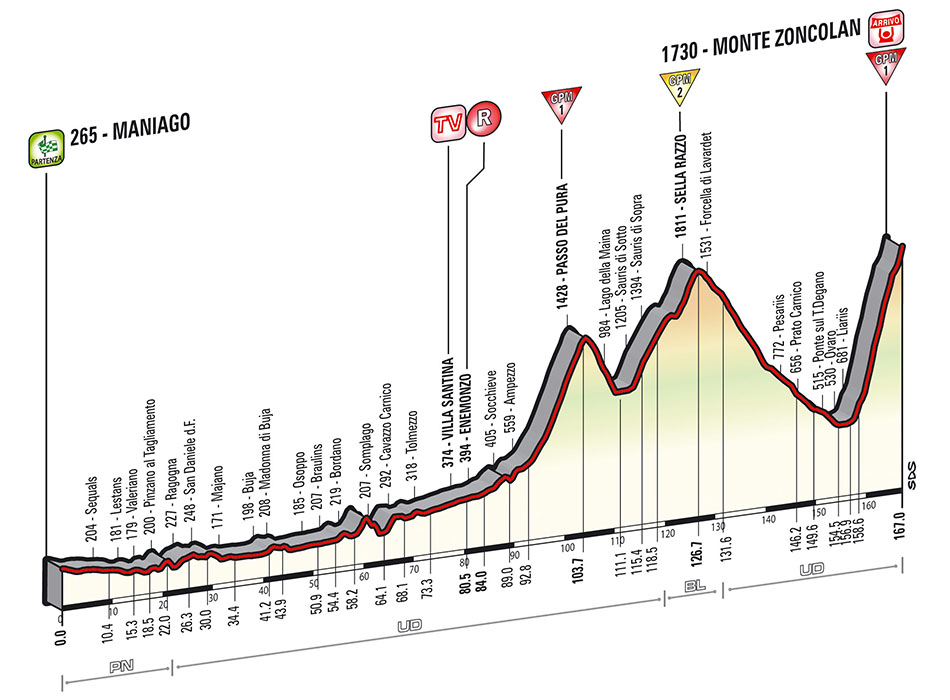

- 31 maggio: Maniago > Monte Zoncolan – 167 km

Risultati
| Pos. | Corridore           | Squadra  | Tempo    |
| ---- | ------------------- | -------- | -------- |
| 1    | Michael Rogers      | Tinkoff  | 4h41'55" |
| 2    | Franco Pellizotti   | Androni  | a 37"    |
| 3    | Francesco Bongiorno | Bardiani | a 48"    |

| Pos. | Corridore      | Squadra   | Tempo     |
| ---- | -------------- | --------- | --------- |
| 1    | Nairo Quintana | Movistar  | 83h50'25" |
| 2    | Rigoberto Urán | Omega Ph. | a 3'07"   |
| 3    | Fabio Aru      | Astana    | a 4'04"   |

### 21ª tappa
- 1º giugno: Gemona del Friuli > Trieste – 172 km

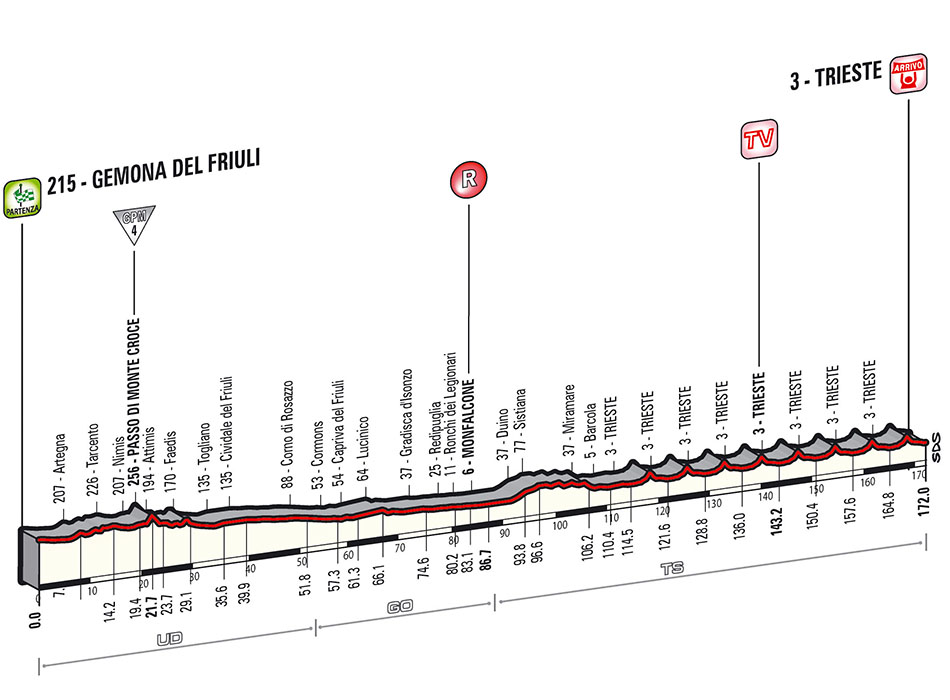

Risultati
| Pos. | Corridore       | Squadra | Tempo    |
| ---- | --------------- | ------- | -------- |
| 1    | Luka Mezgec     | Giant   | 4h23'58" |
| 2    | Giacomo Nizzolo | Trek    | s.t.     |
| 3    | Tyler Farrar    | Garmin  | s.t.     |

| Pos. | Corridore      | Squadra   | Tempo     |
| ---- | -------------- | --------- | --------- |
| 1    | Nairo Quintana | Movistar  | 88h14'32" |
| 2    | Rigoberto Urán | Omega Ph. | a 2'58"   |
| 3    | Fabio Aru      | Astana    | a 4'04"   |

## Evoluzione delle classifiche
| Tappa              | Vincitore          | Classifica generale Maglia rosa | Classifica a punti Maglia rossa | Classifica scalatori Maglia azzurra | Classifica miglior giovane Maglia bianca | Classifica a squadre   | Classifica Super Team  |
| ------------------ | ------------------ | ------------------------------- | ------------------------------- | ----------------------------------- | ---------------------------------------- | ---------------------- | ---------------------- |
| 1ª                 | Orica-GreenEDGE    | Svein Tuft                      | non assegnata                   | non assegnata                       | Luke Durbridge                           | Orica-GreenEDGE        | Orica-GreenEDGE        |
| 2ª                 | Marcel Kittel      | Michael Matthews                | Marcel Kittel                   | Maarten Tjallingii                  | Michael Matthews                         | Orica-GreenEDGE        | Orica-GreenEDGE        |
| 3ª                 | Marcel Kittel      | Michael Matthews                | Marcel Kittel                   | Maarten Tjallingii                  | Michael Matthews                         | Orica-GreenEDGE        | Team Sky               |
| 4ª                 | Nacer Bouhanni     | Michael Matthews                | Nacer Bouhanni                  | Maarten Tjallingii                  | Michael Matthews                         | Orica-GreenEDGE        | Team Giant-Shimano     |
| 5ª                 | Diego Ulissi       | Michael Matthews                | Elia Viviani                    | Maarten Tjallingii                  | Michael Matthews                         | Astana Pro Team        | Team Giant-Shimano     |
| 6ª                 | Michael Matthews   | Michael Matthews                | Elia Viviani                    | Michael Matthews                    | Michael Matthews                         | BMC Racing Team        | Team Giant-Shimano     |
| 7ª                 | Nacer Bouhanni     | Michael Matthews                | Nacer Bouhanni                  | Michael Matthews                    | Michael Matthews                         | BMC Racing Team        | Team Giant-Shimano     |
| 8ª                 | Diego Ulissi       | Cadel Evans                     | Nacer Bouhanni                  | Julián Arredondo                    | Rafał Majka                              | BMC Racing Team        | Trek Factory           |
| 9ª                 | Pieter Weening     | Cadel Evans                     | Nacer Bouhanni                  | Julián Arredondo                    | Rafał Majka                              | Omega Pharma-Quickstep | Lampre-Merida          |
| 10ª                | Nacer Bouhanni     | Cadel Evans                     | Nacer Bouhanni                  | Julián Arredondo                    | Rafał Majka                              | Omega Pharma-Quickstep | Lampre-Merida          |
| 11ª                | Michael Rogers     | Cadel Evans                     | Nacer Bouhanni                  | Julián Arredondo                    | Rafał Majka                              | Omega Pharma-Quickstep | Lampre-Merida          |
| 12ª                | Rigoberto Urán     | Rigoberto Urán                  | Nacer Bouhanni                  | Julián Arredondo                    | Rafał Majka                              | Omega Pharma-Quickstep | Lampre-Merida          |
| 13ª                | Marco Canola       | Rigoberto Urán                  | Nacer Bouhanni                  | Julián Arredondo                    | Rafał Majka                              | Omega Pharma-Quickstep | Lampre-Merida          |
| 14ª                | Enrico Battaglin   | Rigoberto Urán                  | Nacer Bouhanni                  | Julián Arredondo                    | Rafał Majka                              | Omega Pharma-Quickstep | Lampre-Merida          |
| 15ª                | Fabio Aru          | Rigoberto Urán                  | Nacer Bouhanni                  | Julián Arredondo                    | Rafał Majka                              | Omega Pharma-Quickstep | Lampre-Merida          |
| 16ª                | Nairo Quintana     | Nairo Quintana                  | Nacer Bouhanni                  | Julián Arredondo                    | Nairo Quintana                           | AG2R La Mondiale       | Lampre-Merida          |
| 17ª                | Stefano Pirazzi    | Nairo Quintana                  | Nacer Bouhanni                  | Julián Arredondo                    | Nairo Quintana                           | AG2R La Mondiale       | Omega Pharma-Quickstep |
| 18ª                | Julián Arredondo   | Nairo Quintana                  | Nacer Bouhanni                  | Julián Arredondo                    | Nairo Quintana                           | AG2R La Mondiale       | Omega Pharma-Quickstep |
| 19ª                | Nairo Quintana     | Nairo Quintana                  | Nacer Bouhanni                  | Julián Arredondo                    | Nairo Quintana                           | AG2R La Mondiale       | Omega Pharma-Quickstep |
| 20ª                | Michael Rogers     | Nairo Quintana                  | Nacer Bouhanni                  | Julián Arredondo                    | Nairo Quintana                           | AG2R La Mondiale       | Omega Pharma-Quickstep |
| 21ª                | Luka Mezgec        | Nairo Quintana                  | Nacer Bouhanni                  | Julián Arredondo                    | Nairo Quintana                           | AG2R La Mondiale       | Omega Pharma-Quickstep |
| Classifiche finali | Classifiche finali | Nairo Quintana                  | Nacer Bouhanni                  | Julián Arredondo                    | Nairo Quintana                           | AG2R La Mondiale       | Omega Pharma-Quickstep |

Maglie indossate da altri ciclisti in caso di due o più maglie vinte
- Dalla 3ª alla 5ª tappa Luke Durbridge ha indossato la maglia bianca al posto di Michael Matthews.
- Dalla 6ª all'8ª tappa Rafał Majka ha indossato la maglia bianca al posto di Michael Matthews.
- Nella 7ª e nell'8ª tappa Maarten Tjallingii ha indossato la maglia azzurra al posto di Michael Matthews.
- Nella 17ª e nella 18ª tappa Rafał Majka ha indossato la maglia bianca al posto di Nairo Quintana.
- Dalla 19ª alla 21ª tappa Fabio Aru ha indossato la maglia bianca al posto di Nairo Quintana.

| Tappa | Traguardi Volanti  | Azzurri d'Italia | Premio Fuga        | Combattività     | Fair Play              |
| ----- | ------------------ | ---------------- | ------------------ | ---------------- | ---------------------- |
| 1ª    | non assegnata      | non assegnata    | non assegnata      | non assegnata    | Orica-GreenEDGE        |
| 2ª    | Andrea Fedi        | Marcel Kittel    | Maarten Tjallingii | Marcel Kittel    | Orica-GreenEDGE        |
| 3ª    | Maarten Tjallingii | Marcel Kittel    | Maarten Tjallingii | Marcel Kittel    | BMC Racing Team        |
| 4ª    | Maarten Tjallingii | Nacer Bouhanni   | Maarten Tjallingii | Elia Viviani     | BMC Racing Team        |
| 5ª    | Elia Viviani       | Nacer Bouhanni   | Maarten Tjallingii | Elia Viviani     | BMC Racing Team        |
| 6ª    | Andrea Fedi        | Nacer Bouhanni   | Andrea Fedi        | Elia Viviani     | BMC Racing Team        |
| 7ª    | Andrea Fedi        | Nacer Bouhanni   | Andrea Fedi        | Nacer Bouhanni   | BMC Racing Team        |
| 8ª    | Andrea Fedi        | Nacer Bouhanni   | Andrea Fedi        | Nacer Bouhanni   | BMC Racing Team        |
| 9ª    | Marco Bandiera     | Nacer Bouhanni   | Andrea Fedi        | Diego Ulissi     | Cannondale Pro Cycling |
| 10ª   | Marco Bandiera     | Nacer Bouhanni   | Andrea Fedi        | Nacer Bouhanni   | Cannondale Pro Cycling |
| 11ª   | Marco Bandiera     | Nacer Bouhanni   | Andrea Fedi        | Nacer Bouhanni   | Cannondale Pro Cycling |
| 12ª   | Marco Bandiera     | Nacer Bouhanni   | Andrea Fedi        | Nacer Bouhanni   | Cannondale Pro Cycling |
| 13ª   | Marco Bandiera     | Nacer Bouhanni   | Andrea Fedi        | Nacer Bouhanni   | Cannondale Pro Cycling |
| 14ª   | Marco Bandiera     | Nacer Bouhanni   | Andrea Fedi        | Nacer Bouhanni   | Cannondale Pro Cycling |
| 15ª   | Marco Bandiera     | Nacer Bouhanni   | Andrea Fedi        | Nacer Bouhanni   | Cannondale Pro Cycling |
| 16ª   | Marco Bandiera     | Nacer Bouhanni   | Andrea Fedi        | Nacer Bouhanni   | Cannondale Pro Cycling |
| 17ª   | Marco Bandiera     | Nacer Bouhanni   | Andrea Fedi        | Nacer Bouhanni   | Cannondale Pro Cycling |
| 18ª   | Marco Bandiera     | Nacer Bouhanni   | Andrea Fedi        | Julián Arredondo | Cannondale Pro Cycling |
| 19ª   | Marco Bandiera     | Nacer Bouhanni   | Andrea Fedi        | Julián Arredondo | Cannondale Pro Cycling |
| 20ª   | Marco Bandiera     | Nacer Bouhanni   | Andrea Fedi        | Julián Arredondo | Cannondale Pro Cycling |
| 21ª   | Marco Bandiera     | Nacer Bouhanni   | Andrea Fedi        | Julián Arredondo | Cannondale Pro Cycling |

## Classifiche finali

### Classifica generale - Maglia rosa
| Pos. | Corridore          | Squadra   | Tempo     |
| ---- | ------------------ | --------- | --------- |
| 1    | Nairo Quintana     | Movistar  | 88h14'32" |
| 2    | Rigoberto Urán     | Omega Ph. | a 2'58"   |
| 3    | Fabio Aru          | Astana    | a 4'04"   |
| 4    | Pierre Rolland     | Europcar  | a 5'46"   |
| 5    | Domenico Pozzovivo | AG2R      | a 6'32"   |
| 6    | Rafał Majka        | Tinkoff   | a 7'04"   |
| 7    | Wilco Kelderman    | Belkin    | a 11'00"  |
| 8    | Cadel Evans        | BMC       | a 11'51"  |
| 9    | Ryder Hesjedal     | Garmin    | a 13'35"  |
| 10   | Robert Kišerlovski | Trek      | a 15'49"  |

### Classifica a punti - Maglia rossa
| Pos. | Corridore       | Squadra      | Punti |
| ---- | --------------- | ------------ | ----- |
| 1    | Nacer Bouhanni  | FDJ.fr       | 291   |
| 2    | Giacomo Nizzolo | Trek Factory | 265   |
| 3    | Roberto Ferrari | Lampre       | 186   |
| 4    | Elia Viviani    | Cannondale   | 174   |
| 5    | Ben Swift       | Team Sky     | 135   |

### Classifica scalatori - Maglia azzurra
| Pos. | Corridore         | Squadra       | Punti |
| ---- | ----------------- | ------------- | ----- |
| 1    | Julián Arredondo  | Trek Factory  | 173   |
| 2    | Dario Cataldo     | Team Sky      | 132   |
| 3    | Nairo Quintana    | Movistar      | 88    |
| 4    | Tim Wellens       | Lotto-Belisol | 79    |
| 5    | Robinson Chalapud | Colombia      | 73    |

### Classifica giovani - Maglia bianca
| Pos. | Corridore       | Squadra      | Tempo     |
| ---- | --------------- | ------------ | --------- |
| 1    | Nairo Quintana  | Movistar     | 88h14'32" |
| 2    | Fabio Aru       | Astana       | a 4'04"   |
| 3    | Rafał Majka     | Tinkoff-Saxo | a 7'04"   |
| 4    | Wilco Kelderman | Belkin       | a 11'00"  |
| 5    | Sebastián Henao | Team Sky     | a 56'24"  |

### Classifica a squadre - Trofeo Fast Team
| Pos. | Squadra                | Tempo      |
| ---- | ---------------------- | ---------- |
| 1    | AG2R La Mondiale       | 264h30'55" |
| 2    | Omega Pharma-Quickstep | a 19'32"   |
| 3    | Tinkoff-Saxo           | a 27'12"   |
| 4    | BMC Racing Team        | a 1h08'24" |
| 5    | Movistar Team          | a 1h13'52" |

### Classifica a squadre - Trofeo Super Team
| Pos. | Squadra                | Punti |
| ---- | ---------------------- | ----- |
| 1    | Omega Pharma-Quickstep | 327   |
| 2    | Bardiani-CSF           | 303   |
| 3    | Trek Factory Racing    | 294   |
| 4    | Team Sky               | 294   |
| 5    | AG2R La Mondiale       | 285   |